# Redemption (album de Joe Bonamassa)
Pour les articles homonymes, voir Rédemption (homonymie).
Albums de Joe Bonamassa
Blues of Desperation
(2016)
Redemption est le treizième album studio du guitariste blues-rock américain Joe Bonamassa. Il a été publié le 21 septembre 2018 par J&R Records.

## Reception
Redemtion a obtenu la note de 69 sur 100 par Metacritic, sur la base de 4 critiques, ce qui est une bonne note.
L'album s'est classé n° 26 au Billboard 200, n° 2 au classement des albums Rock et n° 1 au classement des albums Blues.

## Liste des chansons
| No  | Titre                                   | Durée |
| --- | --------------------------------------- | ----- |
| 1.  | Evil Mama                               | 5:29  |
| 2.  | King Bee Shakedown                      | 4:22  |
| 3.  | Molly O'                                | 6:06  |
| 4.  | Deep In The Blues Again                 | 4:45  |
| 5.  | Self-Inflicted Wounds                   | 6:35  |
| 6.  | Pick Up The Pieces                      | 3:55  |
| 7.  | The Ghost Of Macon Jones                | 5:24  |
| 8.  | Just 'Cos You Can Don't Mean You Should | 6:40  |
| 9.  | Redemption                              | 5:57  |
| 10. | I've Got Some Mind Over What Matters    | 5:50  |
| 11. | Stronger Now In Broken Places           | 4:33  |
| 12. | Love Is A Gamble                        | 5:13  |

## Musiciens
- Joe Bonamassa – guitare, Chant
- Reese Wynans – claviers
- Anton Fig – batterie
- Michael Rhodes – basse
- Lee Thornburg – cuivres
- Paulie Cerra – cuivres
- Kenny Grinberg – guitare
- Doug Lancio – guitare
- Gary Pinto – chant
- Mahalia Barnes – chœurs
- Jade McRae – chœurs
- Juanita Tippins – chœurs